# Средњошколски мјузикл 2
Средњошколски мјузикл 2 (енгл. High School Musical 2) амерички је телевизијски филм из 2007. године, који је написао Питер Барсокини и режирао Кени Ортега. Представља други део у франшизи Средњошколски мјузикл.
Средњошколски мјузикл 2 прати Троја Болтона, Габријелу Монтез, као и остатак Ист хај вајлдкетс који иду на летњи распуст. Трој, који покушава да нађе посао како би скупио новац за колеџ, успева да запосли себе и своје пријатеље у сеоском клубу који држи отац Шарпеј Еванс. Не знајући Троја и тим, Шарпеј покушава да саботира њихово пријатељство, као и романсу између Троја и Габријеле и уместо ње, она ступи у везу са њим.
Од изласка филма 17. августа 2007. године, срушио је неколико рекорда у гледаности и постао комерцијално најуспешнији филм Дизни канала који је икад продуциран. У Сједињеним Америчким Државама, Средњошколски мјузикл 2 гледало је 17 милиона гледалаца током премијерног приказивања, срушивши рекорд који је раније држао претходни део филма са 10 милиона, док фигура остаје највиша коју је канал продуцирао.
Саундтрек филма је такође доживео успех, добило је платинасто издање прве недеље након што се нашао на првом месту у Сједињеним Америчким Државама. Такође, главни сингл „What Time Is It?” нашао се на шестом месту на Билборд хот 100. Филм и саундтрек добили су помешане критике критичара, али фан рецепција је била позитивнија.
Наставак, Средњошколски мјузикл 3: Матуранти, изашао је у биоскопима 2008. године.

## Синопсис
Троју је понуђен посао у Рајановом и Шарпејином сеоском клубу и налази посао за Габријелу, Чеда, Тејлор, Келси, Џејсона, Марту и Зека. Он се затим упознаје са Шарпејиним родитељима и схвата да му Шарпеј може пружити много могућности, па чак и школарину за кошарку. У међувремену, док се Трој почиње дружити са богатим људима, Чед се брине да ће Трој заборавити своје пријатеље. Габријела се осећа као да губи Троја због Шарпеј. На крају, Трој ће морати да научи како да размишља о својој стипендији, а да не изгуби своје пријатеље.

## Улоге
| Глумац        | Улога            |
| ------------- | ---------------- |
| Зак Ефрон     | Трој Болтон      |
| Ванеса Хаџенс | Габријела Монтез |
| Ешли Тисдејл  | Шарпеј Еванс     |
| Лукас Грејбил | Рајан Еванс      |
| Корбин Блу    | Чед Денфорт      |
| Моник Колман  | Тејлор Макејси   |